# マウント・フジ
マウント・フジはカクテルの名称。1924年に日本の帝国ホテルで誕生したジンベースのカクテルであり、帝国ホテルで誕生した最初のオリジナルカクテルと言われる。
雪冠を抱いた富士山に昇る太陽をイメージしたと言われる。

## 概要
帝国ホテルは1890年に開業したが、1922年に焼失し、翌1923年に再建された。その再建された新館で提供されたカクテルである。
レシピ
- ジン - 45ml
- レモン・ジュース - 15ml
- マラスキーノ・リキュール - 1tsp
- パイナップル・ジュース - 1tsp
- シロップ - 1tsp
- 卵白 - 1個分
- 生クリーム - 2tsp
- マラスキーノ・チェリー

作り方
マラスキーノ・チェリーを除く材料をシェイクしグラスに注ぎ、マラスキーノ・チェリーを飾る。

## 他のレシピ
上述のように帝国ホテルで考案されたレシピが知られているが他にもマウント・フジ カクテルが存在する。

### 日本バーテンダー協会
1933年にマドリードで開催されたワールド・カクテル・コンペティションにおいて日本バーテンダー協会がエキジビジョンとして発表したもの。

### 富士屋ホテル
1937年に富士屋ホテルで提供されたもの。